# Андерсон, Эндрю
Эндрю Андерсон (англ. Andrew (Andra') Anderson) (1799, местечко Braidwood, около Карлука — 1 марта 1861, Шотландия) — шотландский шашечный деятель, спортсмен, первый чемпион мира по шашкам (чекерс), автор учебного пособия по шашкам.

## Биография
Происходил из семьи потомственных ткачей и продолжил этот потомственный бизнес. Попутно увлекся шашками. Он шутил, что всегда рядом с ним были шашки и ткацкий станок.
Первая победа пришла к нему в первом матче за звание чемпиона мира в игре с другим шотландцем — Джоном МакКерроу (John McKerrow) (1816—1910), таким образом он стал чемпионом в 31 год.
Андерсон удерживал титул первого чемпиона мира по шашкам в течение длительного времени, с 1830—1844 и по 1847—1848 годы.
Затем основным его соперником стал Джеймс Уилли. За десять лет, в период с 1838 по 1848 годы, они сыграли пять матчей, из которых Андерсон проиграл только один — в 1844 году и, по мнению его современников, это произошло из-за его тяжелого психического состояния в связи с недавней смертью его жены Мэри.
- 1838, Эдинбург, призовой фонд 10£;
- 1840, Эдинбург, призовой фонд 40£;
- 1840, Ланарк, Clydesdale Hotel, призовой фонд 100£, секундантом Андерсена был Джон Маккероу;
- 1844, Карлука[англ.], призовой фонд 130£, победил Джеймс Уилли;
- 1847, Эдинбург, призовой фонд 40£, победил Андерсон.

Андерсон стал самым первым чемпионом всех англоязычных стран.
В 1848 году Андерсон ушёл на покой непобежденным чемпионом и занялся тренерской работой.
В том же году издал в Ланарке книгу The Game of Draughts Simplified and Illustrated («Пособие по игре в шашки, с иллюстрациями»), поставившую исследования чекерса на научную основу. Эта книга вышла вторым изданием в 1852 году и в ней многое было усовершенствовано и исправлено: были стандартизированы многие нюансы игры, уточнены и добавлены правила игры, произведен анализ дебютов, по-новому освещались и интерпретировались разборы партий.
Это шашечное учебное пособие стало самым первым на английском языке.
Книга позже издавалась неоднократно в разных странах, в том числе и в США.
В 1854 году Эндрю Андерсон организовал в Ланарке чекерсный клуб Lanark Parish Draughts Club.
Жил в шотландском местечке Braidwood. В последние годы занимался аналитическими шашечными разборами, больше ничем не интересуясь.
Похоронен в Карлуке, на семейном кладбище, рядом со своими родителями, отцом Уильямом (William) и матерью Мэри (Mary), его женой Мэри (Mary) и его сыном Вильямом (William).